# Deák István (történész)
Deák István (Székesfehérvár, 1926. május 11. – Paso Robles, 2023. január 9.) amerikai-magyar történész.

## Élete
Deák István (1892–1980) gépészmérnök, gépgyár tulajdonos és Tímár (Deutsch) Anna (1898–1961) fiaként született asszimilálódott zsidó családban. 1944 tavaszán érettségizett, majd azonnal behívták munkaszolgálatra és erdélyi vasútépítési munkákra vitték. A budapesti Pázmány Péter Tudományegyetemen kezdte egyetemi tanulmányait, majd 1948-ban Franciaországban telepedvén le, a párizsi Sorbonne-on folytatta. 1951 és 1956 között Münchenben a Szabad Európa Rádió kutatóosztályán, majd 1959 júliusáig Münchenben és New Yorkban a Szabad Európa Bizottság sajtóosztályán dolgozott.
A New York-i Columbia Egyetemen történelmet tanult és 1964-ben megszerezte a doktori címet. A Columbián 1964-től tanársegéd, 1967-től docens, 1971-től rendes tanár. 1967 és 1978 között az egyetem Kelet-Közép-Európai Intézetének igazgatója.
1990 májusától az MTA külső tagja lett.
Kutatási és írói szakterülete a 19-20. századi közép-európai és magyar történelem.
Írásai tudományos folyóiratokban és tanulmánykötetekben jelentek meg.

## Művei
- Weimar Germany's left-wing intellectuals. A political history of the Weltbühne and its circle; University of California Press, Berkeley–Los Angeles, 1968
- The lawful revolution. Louis Kossuth and the Hungarians, 1848–1849; Columbia University Press, New York, 1979
- Kossuth Lajos és a magyarok 1848–49-ben; ford. Veressné Deák Éva; Gondolat, Budapest, 1983
- Die rechtmässige Revolution. Lajos Kossuth und die Ungarn, 1848–1849; németre ford. Engl Géza; Böhlau–Akadémiai, Wien–Budapest, 1989
- Hungary from 1918 to 1945; Institute on East Central Europe Columbia University, New York, 1989 (Occasional papers of the Institute on East Central Europe)
- Beyond nationalism. A social and political history of the Habsburg officer corps, 1848–1918; Oxford University Press, New York–Oxford, 1990
- Volt egyszer egy tisztikar. A Habsburg-monarchia katonatisztjeinek társadalmi és politikai története, 1848–1918; ford. Félix Pál; Gondolat, Budapest, 1993
- Der K.(u.)K. Offizier, 1848–1918; 2. jav. kiad.; németre ford. Marie-Therese Pitner; Böhlau, Wien–Köln–Weimar, 1995
- Essays on Hitler's Europe; University of Nebraska Press, Lincoln–London, 2001 (Bison books)
- The lawful revolution. Louis Kossuth and the Hungarians, 1848–1849; Phoenix Press, London, 2001
- Hitler Európája. Tanulmányok; bőv., átdolg. kiad.; Új Mandátum, Budapest, 2003
- Europe on Trial. The Story of Collaboration, Resistance, and Retribution during World War II, Westview Press 2015.
- Európa próbatétele. Együttműködés, ellenállás és megtorlás a második világháború alatt; ford. Bánki Vera; Argumentum, Budapest, 2015
- Maratoni életem. Emlékirat; Kronosz, Pécs, 2023